# Aeroportul Bemichi
Aeroportul Bemichi (IATA: BCG) este un aeroport din Barima-Waini, Guyana.
aeroportul dispune de o singură pistă.